# Ray (Londen)
Ray is een historisch merk van motorfietsen.
Het merk is het product van Ray Motor Co., Piccadilly, London (1919-1920).
Het is een klein Engels merk dat motorfietsen met een eigen 331 cc tweetaktmotoren maakte.